# Bhils
Els bhils són les tribus aborígens preàries de l'Índia.
El nom apareix vers el segle vi derivat potser del dravídic nom de l'arc (billu), la seva arma més característica. Semblen els pigmeus de Ctèsies (400 aC) i els Poulindai i Phyllitae de Ptolemeu (vers 150); la tribu Pulinda és esmentada a l'Aitareya Brahmana i als edictes d'Asoka, però no està clara la seva identitat amb els bhils.
El 1825 les seves característiques específiques foren reconegudes pels britànics que van crear l'agència Bhil (Bhilwara) a Khandesh, a la presidència de Bombai. Aquesta era la regió principal però els bhils viuen a l'oest a les planes de Gujarat, al sud del Khandesh avui Maharashtra, al sud de Rajasthan, a l'Índia central (Madhya Pradesh) i per causa d'alguna fam se'n troben fins a Sind. Al cens de 1901 eren 1.198.843 dels quals la meitat vivien a la presidència de Bombai i 340.000 al Rajasthan; uns 200.000 vivien a l'Índia central i 80.000 a altres llocs. Actualment són més de tretze milions.
Més tard (1831) es va formar a Rajputana el Mewar Bhil Corps un dels pocs regiments natius de Rajasthan que va obeir als oficials britànics el 1857.
Encara que els bhils no s'acostumen a barrejar amb altres ètnies, hi havia el 1901 unes 145.000 persones barrejades de rajput i bhil, la major part a l'Índia central.
Parlen la llengua bhil, del grup de llengües índic. Són reconeguts com a tribu (amb reserva de llocs a l'administració) a Gujarat, Madhya Pradesh, Chhattisgarh, Maharashtra, Rajasthan, i Tripura.